# مونتیلیو مونفراتو
مونتیلیو مونفراتو (به ایتالیایی: Montiglio Monferrato) یک کومونه در ایتالیا است که در استان آسته واقع شده‌است. مونتیلیو مونفراتو ۲۷٫۰ کیلومترمربع مساحت و ۱٬۶۸۹ نفر جمعیت دارد و ۳۲۱ متر بالاتر از سطح دریا واقع شده.